# Adel i Ryssland

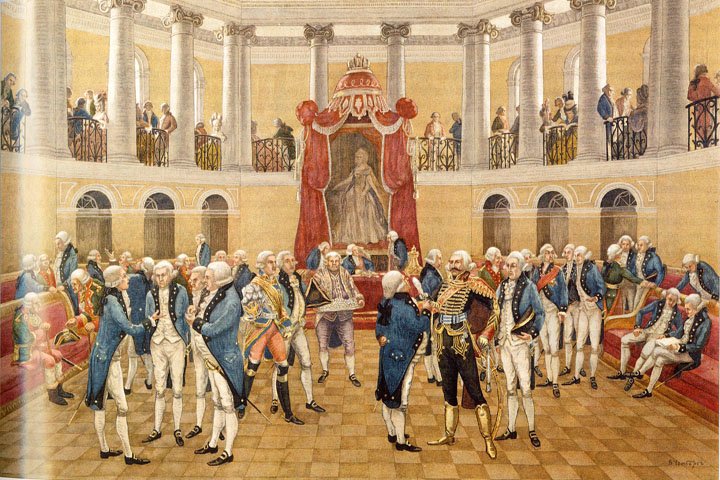
En rysk adelsförsamling under andra hälften av 1700-talet

Adeln i Ryssland (ryska: дворянство, dvoryanstvo) har olika rötter. År 1914 utgjordes den ryska adeln av omkring 1 900 000 personer, eller 1,1 procent av kejsardömet Rysslands befolkning. De tidigaste adelsmännen var bojarerna som härstammade från olika furstliga släkter eller från storfurstens livvakt. Bojarerna hade ingen ärftlig titel eller egendom. En viss makt fick de genom ett representativt organ kallat bojarduman.

## Historisk utveckling
Bojarerna kunde från och med 1300-talet få livstidsförläningar av gods. På 1400-talet, efter att storfursten i Moskva hade utropat sig till självhärskare över alla ryssar, utvecklades bojargruppen till en tjänsteadel till storfurstens förfogande. År 1649 befästes adelns position som ett eget stånd genom att böndernas livegenskap infördes. Vid en folkräkning 1678 befann sig redan 85 % av bondejorden i adelns händer. I slutet av 1600-talet tillkom de första adelsmatriklarna. Adeln indelades då i kategorier så att den högsta utgjordes av adeln i Moskva och den lägsta av övriga städers adel.
Adelns ställning reglerades genom Peter den stores ukas av år 1722 som skapade en rangordning för statens tjänstemän. Till den enda tidigare adelstiteln furste (Knjas) lades då greve- och baronvärdigheten. Då gjordes även skillnad mellan personligt och ärftligt adelskap. Den lägsta officersgraden medförde personligt adelskap, överste- eller kaptensstatus medförde ärftligt adelskap. Innehav av vissa statliga ordnar medförde också adelskap. Adelns privilegier utvidgades under 1700-talet så att år 1726 den obligatoriska tjänstgöringen i förvaltning eller krigsmakt begränsades till högst 25 år. Tjänsteplikten avskaffades helt år 1762. 
År 1785 gav Katarina II adeln vidsträckta förfoganderättigheter över de livegna bönderna. Deras arbetskraft kunde lånas ut eller säljas så att många livegna sändes för att arbeta i Sibirien, Ukraina eller Baltikum eller gjordes till soldater under sin egen herre eller någon annan. Bestämmelsen upphävdes först år 1861 av Alexander II. I den ryska armén hade under 1800-talet ca 50 % av officerarna ärftligt adelskap och övriga åtnjöt personligt adelskap. I de tre livregementena tjänstgjorde endast ättlingar till den gamla betitlade adeln. Efter livegenskapens avskaffande gick den jordägande adeln tillbaka, från att 1877 äga ca 80 % av jordbruksjorden till år 1905 då den ägde endast 62 %. Oktoberrevolutionen avskaffade adelskapet 1917 men ännu under Sovjetunionens första år verkade flera adelsmän i höga positioner. Senare förföljdes de adliga men efter regimändringen 1991 tolererades adelskap igen. Vid det laget hade adeln hade ändå förlorat sin ståndssamhörighet.

## Rysslands adliga titlar
Från och med Peter I utformades de ryska adliga titlarna på samma sätt som i det övriga Europa. Graderna var furste, greve, baron och obetitlad adel. Katarina II indelade 1785 adeln i följande kategorier: Den första kategorin var den verkliga adeln, dvs den som hade fått sitt adelskap genom ett särskilt adelsbrev med början från år 1785. Den andra kategorin var de som hade fått adelskapet genom en officersutnämning och den tredje de som hade fått en civil tjänstegrad eller en orden. Den fjärde kategorin var naturaliserade utländska adelsmän, den femte betitlade adelsmän och den sjätte den gamla adeln som åtnjöt adlig status före år 1685.